# Білокіз Маргарита Вікторівна
Маргарита Білокіз (лат. Margharyta Bilokiz, нар. 27 січня 1989, с. Світлогірське, Полтавська область, Україна) — українська оперна та камерна співачка (мецо-сопрано), викладачка. Перша виконавиця партії Ісмени в опері Д. Бортнянського «Креонт» (світова прем’єра відбулася 11 листопада 2024 р. у Києві).

## Життєпис

### Освіта
У віці 7 років Маргарита розпочала музичне навчання у Світлогірській музичній школі по класу фортепіано та факультативі з вокалу.
2010 — закінчила факультет сольного співу Полтавського музичного училища імені М. В. Лисенка (викладач – Володимир Путько).
2015 — закінчила факультет сольного співу Національної музичної академії імені П.І. Чайковського у Києві (викладачка — Людмила  Юрченко).
2015 — 2019 рр. — асистентка-стажистка в Національній академії імені П. І. Чайковського (викладачка, професор – Валентина Кочур).

### Творча діяльність
2017 — перші сольні концерти Маргарити Білокіз в містах України, зокрема, Кобеляках та  Полтаві. В 2018 році разом з однодумцями започаткувала благодійний проєкт «Музика життя», під егідою якого було проведено 5 творчих концертів в м. Києві протягом 2018-2019 рр.

Маргарита Білокіз у ролі Одарки. Оперна студія НМАУ

2 жовтня 2019 та 26 лютого 2020 з нагоди 95-річчя від дня народження Ігоря Шамо Маргарита Білокіз взяла участь в концертах, присвячених творчості видатного українського композитора (Київ). До програми концерту у виконанні співачки увійшли твори зі збірки «Осіннє золото» Ігоря Шамо: «Зорі яснії над Дніпром» (сл. Л.Смирнова, перекл. Д. Луценка), «Тільки в Києві» (сл. М. Ткача), «Пісня про щастя» (сл. Д. Луценка), пісня-вальс «Місто спить» (з к/ф «Гори, моя зоре», сл. В. Карпенка, перекл. О. Новицького), «Києве мій!» (сл. Д. Луценка).
11 грудня 2019 році дебютувала на сцені Оперної студії НМАУ в опері С. Гулака-Артемовського «Запорожець за Дунаєм», виконуючи партію Одарки, під орудою диригента Андрія Савчука (Київ).
Після завершення Національної музичної академії України продовжує вдосконалювати свої навички на майстер-класах оперної співачки Зоряни Кушплер у Львові (2021) та Відні, Австрія (2022).
8 липня 2023 р. дебютувала у виконанні Соло альта в 9 симфонії Людвіга ван Бетховена під орудою диригента Gergely Dubóczky  на сцені Leman Bouquet Festival, Yvoire, France, та Gala D`Opera, Geneva, Switzerland.

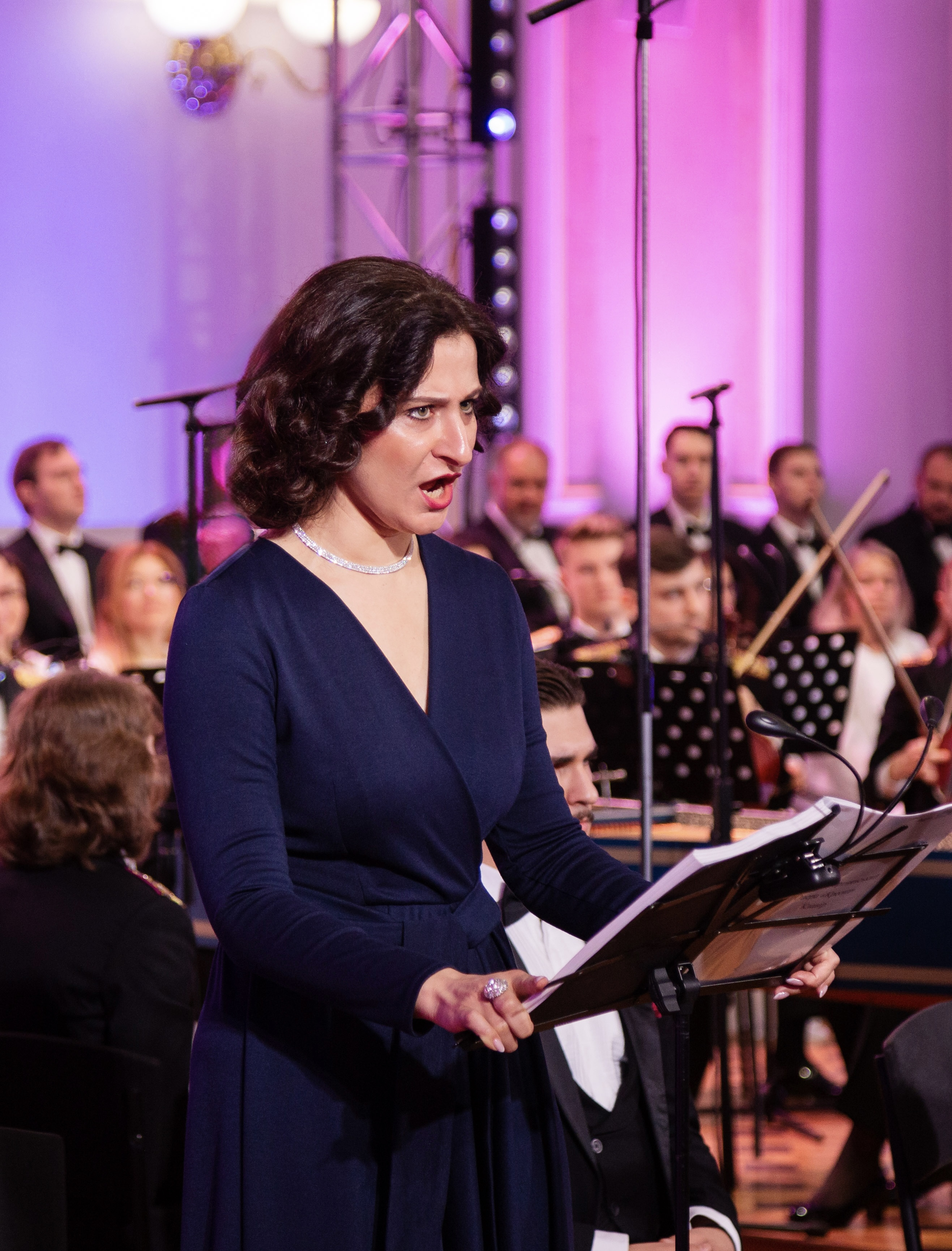
Маргарита Білокіз співає партію Ісмени в опері Дмитра Бортнянського «Креонт»

В квітні та червні 2024 р. була запрошеною співачкою до нової програми Київського планетарію «Опера під зорями». В жовтні 2024 р. Маргарита Білокіз презентувала невиконуваний до цього вокальний твір Віталія Кирейка «Реве та стогне Дніпр широкий» (1986 р.) в рамках великого проєкту за підтримки УКФ «Новітні напрями збереження та діджитальної актуалізації творчої спадщини українського композитора Віталія Кирейка».
11 листопада 2024 року в Дипломатичній академії України імені Геннадія Удовенка при МЗС України відбулася світова прем‘єра першої опери Дмитра Бортнянського «Креонт» за ініціативи народного артиста України Германа Макаренка, Kyiv Classic Orchestra та Національної музичної премії YUNA.
Маргарита Білокіз стала першою виконавицею партії Ісмени (сестри Антігони) в опері «Креонт» Дмитра Бортнянського з моменту віднайдення  рукописів всієї опери після майже 250 років забуття.
Гастролювала в країнах Європи, зокрема, Франції, Італії, Швейцарії та Австрії.

## Благодійні ініціативи
- Влітку 2022 року Маргарита Білокіз виступила з 3 сольними благодійними концертами на підтримку ЗСУ в Києві.
- В серпні 2023 з Ігорем Рябовим презентували нову концертну програму «Чуттєві виміри української музики», м. Київ. В благодійному концерті на підтримку волонтерської ініціативи «Візити до поранених військових» прозвучали твори українських композиторів ХХ ст.
- З серпня 2023 по грудень 2024 координувала волонтерську ініціативу «Візити до поранених військових» в м. Києві.

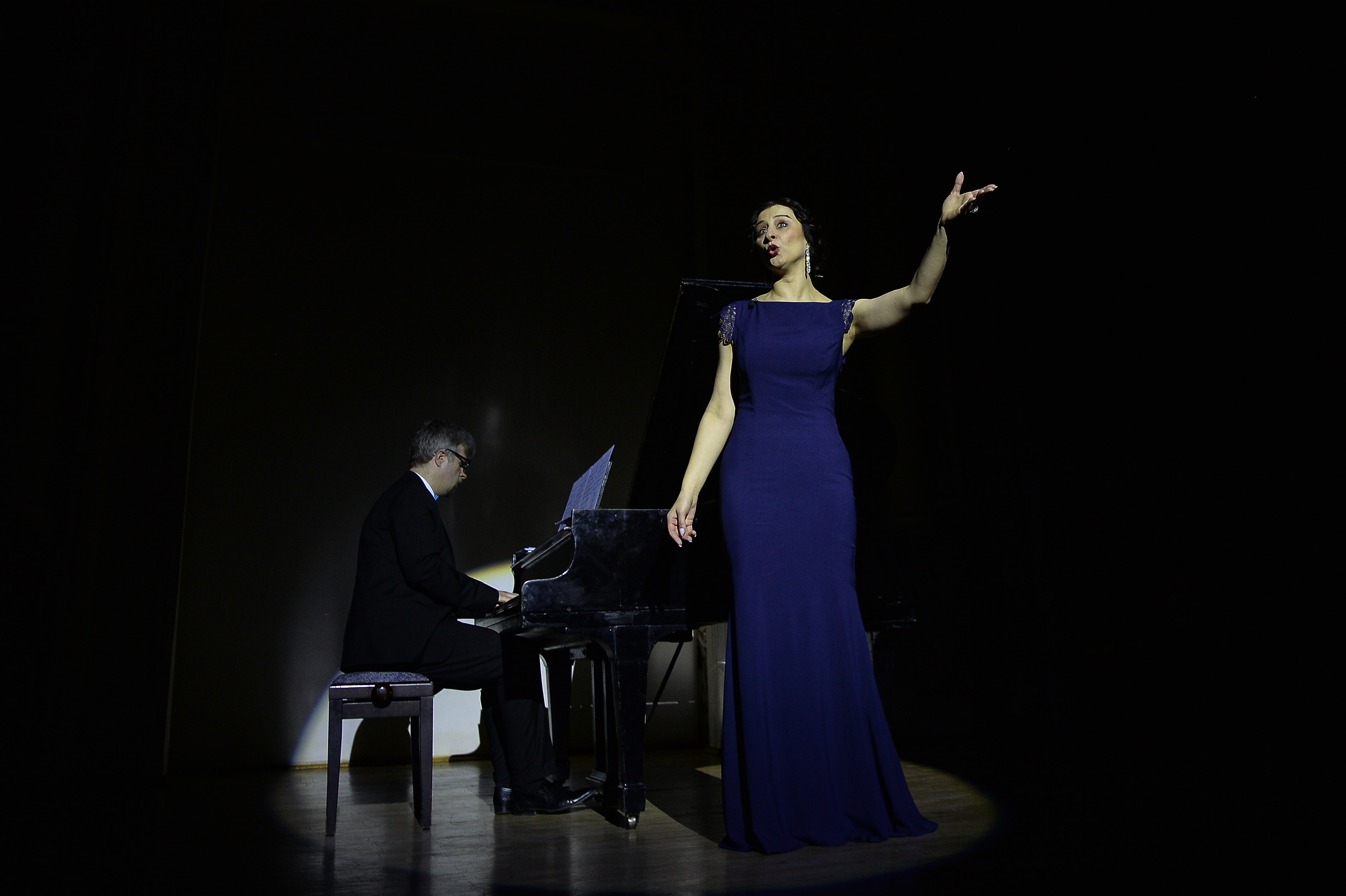
Маргарита Білокіз під час камерного благодійного концерту «Українська класика ХХ-ХХІ ст.». За роялем – Ігор Рябов. Київ, Будинок актора

- 9 лютого 2024р. Маргарита Білокіз разом з Ігорем Рябовим та Лілею Трохимець організували благодійний камерний концерт «Українська класика ХХ-ХХІ ст.» та аукціон на підтримку 15-ї бригади оперативного призначення ім. Героя України лейтенанта Богдана Завади «Кара-Даг», НГУ.  Під час події велась пряма трансляція у перекладі для іноземної авдиторії[14]. Організатори і виконавці: Маргарита Білокіз — мецо-сопрано, Ігор Рябов – фортепіано, Лілія Трохимець – ведуча.

## Відзнаки
- 2016 — лауреатка 1 премії Міжнародного конкурсу «Golden Stars of Spring» (Київ)[15].
- Осінь 2022 — лауреатка 1 премії Міжнародного конкурсу Prof. Dichler у Відні (Австрія)[16].
- Лютий 2023 — відзначена Спеціальною премією журі у фіналі І Міжнародного телерадіоконкурса оперних співаків ім. Марії Чеботар у Кишиневі (Молдова)[17].

## Галерея

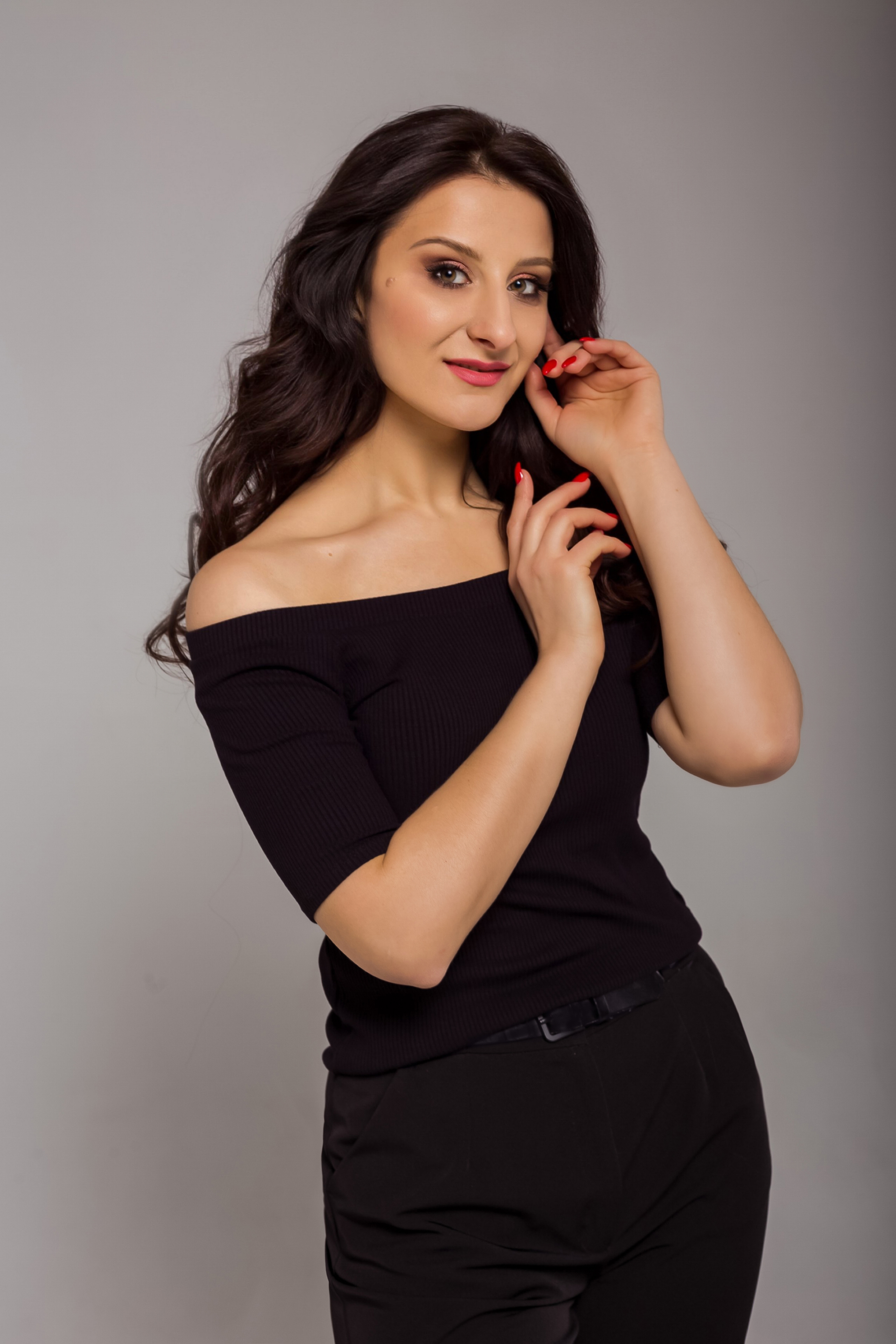
Маргарита Білокіз. Фото Вікторії Кравчук
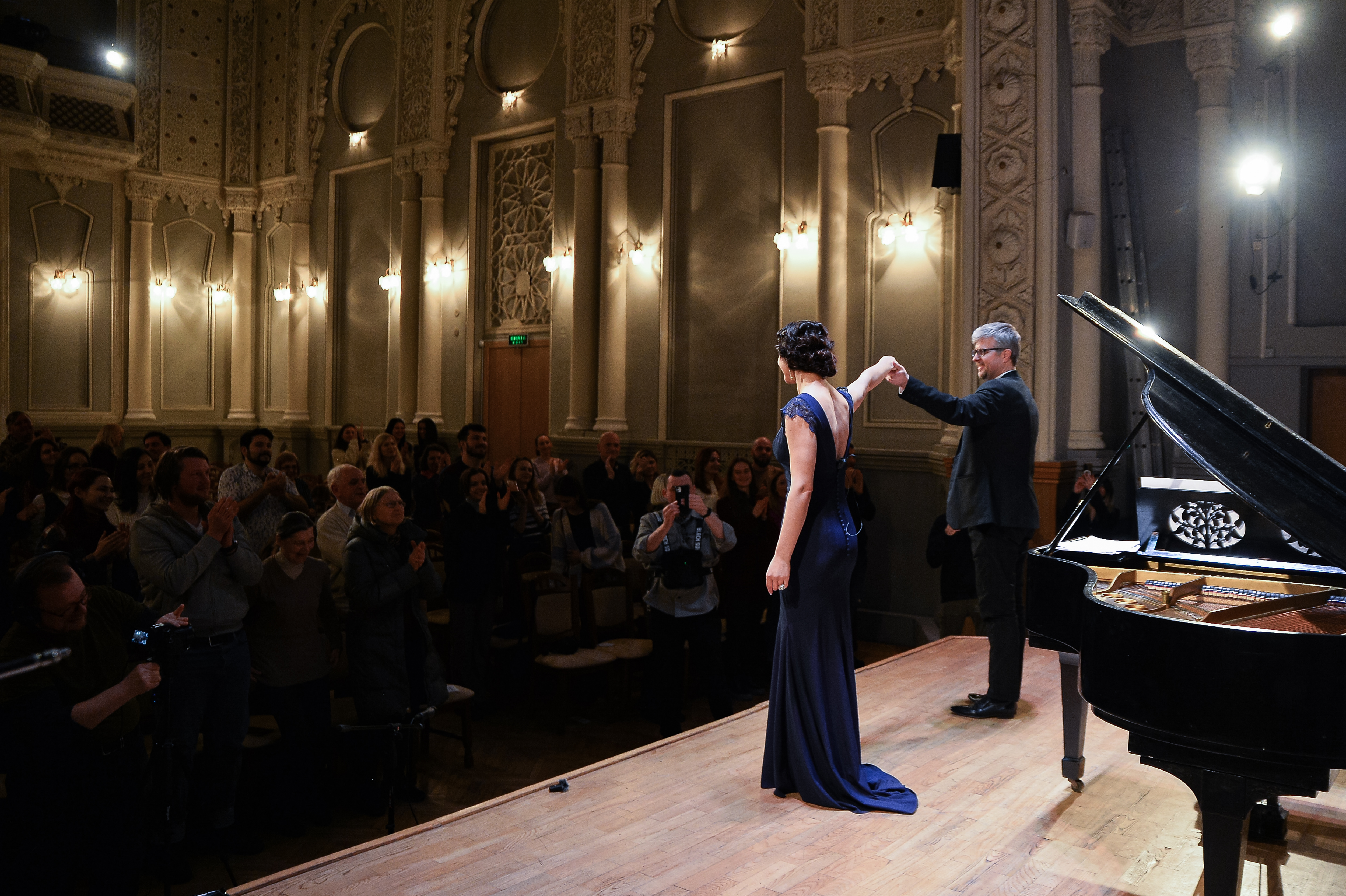
Благодійний концерт «Українська класика ХХ-ХХІ ст.». Фото Madeleine Kelly
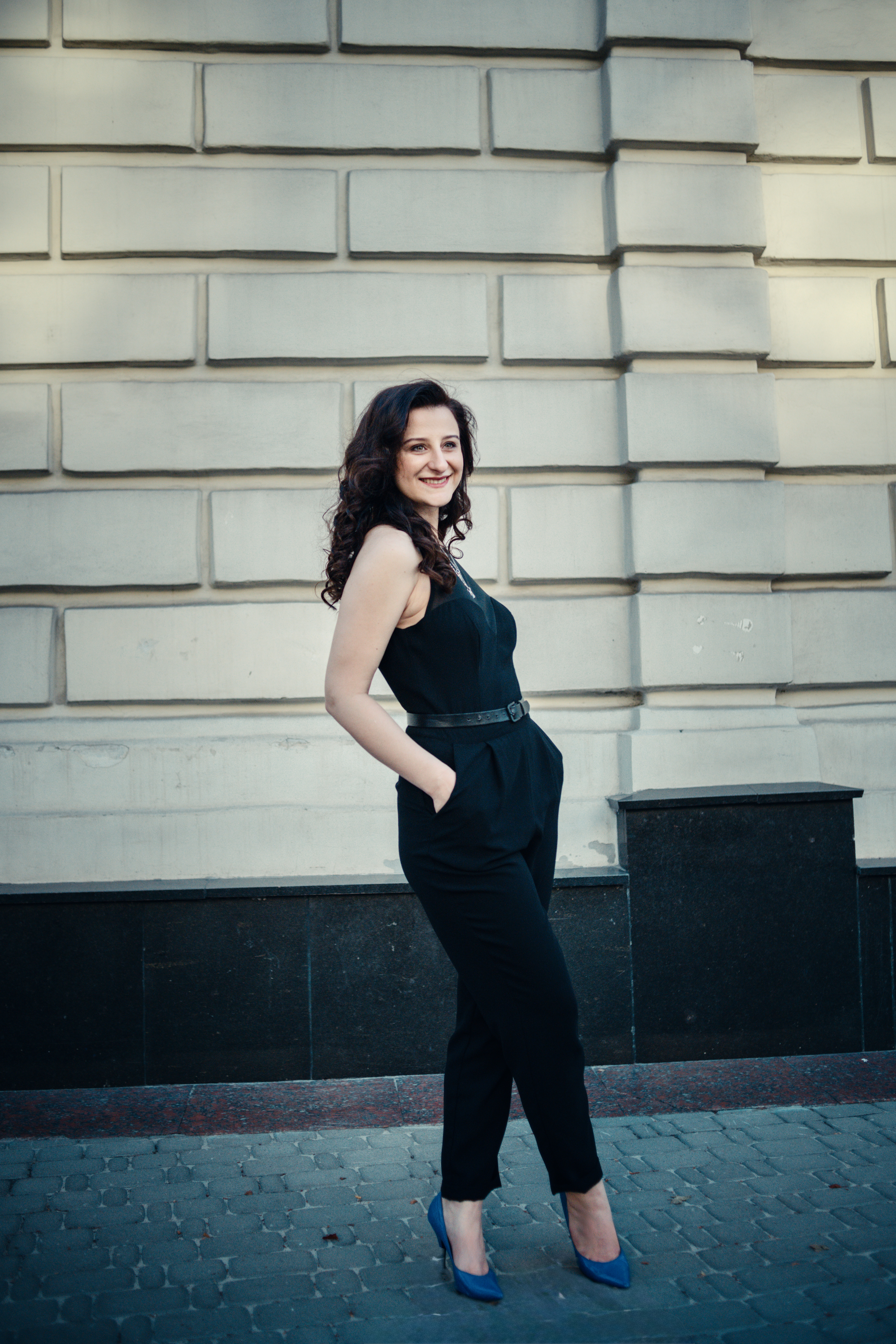
Маргарита Білокіз. Фото Алекса Заклецького